# Championnats d'Afrique d'aviron 2022
Navigation
Édition précédente Édition suivante
Les championnats d'Afrique d'aviron 2022, quatorzième édition des championnats d'Afrique d'aviron, ont lieu du 16 au 18 décembre 2022 à El-Alamein, en Égypte.

## Nations participantes
12 nations participent à la compétition :
- Algérie (11 participants[3])
- Côte d'Ivoire
- Djibouti
- Égypte
- Libye
- Madagascar
- Ouganda
- Sénégal
- Somalie
- Soudan
- Togo
- Tunisie (6 participants[1])

## Podiums
Ci-dessous les médaillés dans cette compétition,,.

### Seniors

#### Hommes
| Épreuves                         | Or                                            | Argent                                   | Bronze                            |
| -------------------------------- | --------------------------------------------- | ---------------------------------------- | --------------------------------- |
| Skiff M1x                        | Abdel Khalek El Banna (EGY)                   | Hani Sbeitia (TUN)                       | Mohamed Abderraouf Djouimai (ALG) |
| Skiff poids légers LM1x          | Sid Ali Boudina (ALG)                         | Mohamed Kota (EGY)                       | Ghaith Kadri (TUN)                |
| Deux de couple M2x               | Algérie Oussama Habiche Abdenour Zouad        | Égypte Mohamed El Shahawai Mohamed Eissa | Tunisie Hani Sbeitia Ghaith Kadri |
| Deux de couple poids légers LM2x | Algérie Sid Ali Boudina Chems-Eddine Boudjema | Égypte Mostafa Ahmed Ahmed Abdel Ali     | Libye Mohamed Bukrah Mahmud Zwawi |

#### Femmes
| Épreuves                         | Or                                         | Argent                                              | Bronze                              |
| -------------------------------- | ------------------------------------------ | --------------------------------------------------- | ----------------------------------- |
| Skiff W1x                        | Khadija Krimi (TUN)                        | Racha Hind Manseri (ALG)                            | Ghada Ibrahim (EGY)                 |
| Skiff poids légers LW1x          | Nihed Benchadli (ALG)                      | Khadija Krimi (TUN)                                 | Nour El Hoda Arafa (EGY)            |
| Deux de couple W2x               | Algérie Racha Hind Manseri Nihed Benchadli | Égypte Ghada Ibrahim Salma Abdel Rahman             | Tunisie Sarra Zammali Khadija Krimi |
| Deux de couple poids légers LW2x | Égypte Maryam Abdellatif Huda Mansour      | Algérie Chamia Hellal Berouane Lylia Ikram Meguedad | Non attribuée                       |

### Moins de 23 ans

#### Hommes
| Épreuves                          | Or                                       | Argent                                           | Bronze                            |
| --------------------------------- | ---------------------------------------- | ------------------------------------------------ | --------------------------------- |
| Skiff BM1x                        | Seif Eldeen Muhammad (EGY)               | Hani Sbeitia (TUN)                               | Mohamed Bukrah (LBA)              |
| Skiff poids légers BLM1x          | Adham Mahgoub (EGY)                      | Chems-Eddine Boudjema (ALG)                      | Mohamed Bukrah (LBA)              |
| Deux de couple BM2x               | Égypte Hassan Abdelmoniem Mohamed Ali    | Libye Mohamed Bukrah Mahmud Zwawi                | Non attribuée                     |
| Deux de couple poids légers BLM2x | Égypte Hossam Dakhly Adham Hisham Magoub | Algérie Chems-Eddine Boudjema Abdelillah Ziouane | Libye Mohamed Bukrah Mahmud Zwawi |

#### Femmes
| Épreuves                          | Or                                                  | Argent                                  | Bronze             |
| --------------------------------- | --------------------------------------------------- | --------------------------------------- | ------------------ |
| Skiff BW1x                        | Racha Hind Manseri (ALG)                            | Sarra Zammali (TUN)                     | Sara Hussein (EGY) |
| Skiff poids légers BLW1x          | Nihed Benchadli (ALG)                               | Sarra Zammali (TUN)                     | Nessreen Ali (EGY) |
| Deux de couple BW2x               | Algérie Racha Manseri Nihed Benchadli               | Égypte Jana Mesbah Yasmine Hewidy       | Non attribuée      |
| Deux de couple poids légers BLW2x | Algérie Chamia Hellal Berouane Lylia Ikram Meguedad | Égypte Yasmine Hewidy Maryam Abdellatif | Non attribuée      |

### Juniors (moins de 19 ans)

#### Hommes
| Épreuves   | Or                   | Argent                             | Bronze        |
| ---------- | -------------------- | ---------------------------------- | ------------- |
| Skiff JM1x | Marwan Mohamed (EGY) | Sidi Mohamed Chérif Boukhous (ALG) | Non attribuée |

#### Femmes
| Épreuves            | Or                                      | Argent                             | Bronze                     |
| ------------------- | --------------------------------------- | ---------------------------------- | -------------------------- |
| Skiff JW1x          | Hela Belhaj Mohamed (TUN)               | Hana Elsobky (EGY)                 | Lylia Ikram Meguedad (ALG) |
| Deux de couple JW2x | Tunisie Hela Belhaj Mohamed Yosr Hedhli | Égypte Habiba Ali Maryam Awadallah | Non attribuée              |